# Marine Francen
Marine Francen, a veces escrita como Marine Franssen, es una directora y guionista francesa.

## Biografía
Marine Francen estudió Historia Contemporánea y se especializó en el tratamiento mediático de las relaciones internacionales. Interesada en el cine, trabajó durante unos meses en la productora del director estadounidense James Ivory antes de convertirse en asistente de dirección de directores como Olivier Assayas y Michael Haneke. Pasó a la dirección con un primer cortometraje en 1999, titulado From One Shore to the Other, al que le siguieron otros cortometrajes como L'Accordéoniste o Les Voisins.
En 2017 estrenó su primer largometraje, Le Semeur, que es la primera adaptación cinematográfica del relato corto L'Homme semence de Violette Ailhaud. Presentó la película en el Festival Internacional de cine de San Sebastián donde obtuvo el premio Nuev@s Director@s. En España la película se tituló La mujer que sabía leer.

## Filmografía

### Como directora y guionista
- 1999: De una orilla a otra (cortometraje)
- 2001: The Accordionist (cortometraje)
- 2002: Céleste (cortometraje)
- 2009: Les Voisins (cortometraje)[6]
- 2017: Le semeur (El sembrador)[7]

### Como ayudante y asistente de dirección
- 2006 Les Fragments d'Antonin de Gabriel Le Bomin - segundo ayudante de dirección
- 2008: L'Instinct de mort de Jean-François Richet - segundo ayudante de dirección
- 2008: Public Enemy n 1 de Jean-François Richet, segundo asistente de dirección
- 2011: Si mueres, te mataré por Hiner Saleem - primer asistente de dirección